# Championnat de France des rallyes 1988
Navigation
Édition précédente Édition suivante
Troisième titre d'affilié pour Didier Auriol. En plus de ses cinq victoires et de son titre, celui que l'on nomme "le lutin de Millau" signe des apparitions convaincantes en championnat du Monde. Ces prestations lui vaudront d'être recruté par la prestigieuse équipe Lancia en mondiale dès la saison 1989.

## Rallyes de la saison 1988
| N° | Dates                     | Rallye                 | Vainqueur         | Copilote           | Voiture                 |
| 1  | 6 avril-8 avril           | Rallye Alpin-Behra     | Bernard Béguin    | Jean-Jacques Lenne | BMW M3                  |
| 2  | 3 avril-6 mai             | Tour de Corse          | Didier Auriol     | Bernard Occelli    | Ford Sierra RS Cosworth |
| 3  | 21 mai-22 mai             | Rallye du Rouergue     | Didier Auriol     | Bernard Occelli    | Ford Sierra RS Cosworth |
| 4  | 3 juin-6 juin             | Rallye des Garrigues   | François Chatriot | Michel Périn       | BMW M3                  |
| 5  | 17 juin-19 juin           | Rallye Alsace-Vosges   | François Chatriot | Michel Périn       | BMW M3                  |
| 6  | 2 septembre-4 septembre   | Rallye du Mont-Blanc   | Didier Auriol     | Bernard Occelli    | Ford Sierra RS Cosworth |
| 7  | 17 septembre-18 septembre | Tour auto de Nice      | Didier Auriol     | Bernard Occelli    | Ford Sierra RS Cosworth |
| 8  | 6 octobre-9 octobre       | Rallye d'Antibes       | Bernard Béguin    | Jean-Jacques Lenne | BMW M3                  |
| 9  | 11 novembre-13 novembre   | Critérium des Cévennes | Bernard Béguin    | Jean-Jacques Lenne | BMW M3                  |
| 10 | 24 novembre-26 novembre   | Rallye du Var          | Didier Auriol     | Bernard Occelli    | Ford Sierra RS Cosworth |

## Classement du championnat
| Place | Pilote              | Voiture                      | 1   | 2   | 3   | 4   | 5   | 6   | 7   | 8   | 9   | 10  | Points |
| ----- | ------------------- | ---------------------------- | --- | --- | --- | --- | --- | --- | --- | --- | --- | --- | ------ |
| 1er   | Didier Auriol       | Ford Sierra RS Cosworth      |     | 1er | 1er | ab  |     | 1er | 1er | 2e  |     | 1er | 113    |
| 2e    | Bernard Béguin      | BMW M3                       | 1er | 7e  |     | ab  |     |     |     | 1er | 1er |     | 108    |
| 3e    | Pierre-César Baroni | Ford Sierra RS Cosworth Gr N | 3e  | 9e  |     | 7e  |     |     |     | 5e  |     |     | 87     |
| 4e    | François Chatriot   | BMW M3                       | 2e  | 4e  |     | 1er | 1er |     |     |     |     | 2e  | 85     |
| 5e    | Alain Oreille       | Renault 5 GT Turbo Gr N      | 4e  | 10e |     | 9e  |     |     |     |     |     |     | 73     |
| 6e    | Philippe Bugalski   | Renault 21 Turbo Gr N        | 7e  | ab  |     |     |     |     |     | 10e |     |     | 52     |
| 7e    | Jacques Panciatici  | Alfa Romeo 75                |     |     |     |     |     |     |     |     |     |     | 38     |
| 8e    | Jean-Pierre Ballet  | Peugeot 205 GTI              |     |     |     |     |     |     |     |     |     |     | 32     |
| 9e    | Jean-Marc Ivens     | Peugeot 205 GTI              |     |     |     |     |     |     |     |     |     |     | 29     |
| 10e   | Bruno Saby          | Lancia Delta HF              |     |     |     |     |     |     |     |     |     |     | 29     |

### Autres championnats/coupes sur asphaltes
- Championnat de France des rallyes 2e Division : 
  - 1er  Christian Rigollet sur Ford Sierra RS Cosworth
  - 2e  Jacques Tasso sur Ford Sierra RS Cosworth Gr N